# Kurin, Syria
Kurin (tiếng Ả Rập: كورين, cũng đánh vần Korin) là một ngôi làng ở miền bắc Syria, một phần hành chính của Tỉnh Idlib, nằm ở phía tây nam Idlib. Các địa phương lân cận bao gồm trung tâm huyện Ariha và Nahlaya ở phía đông nam, Maataram và Urum al-Jawz ở phía nam, Basanqul ở phía tây nam, Ayn Shib ở phía tây bắc và Faylun ở phía đông bắc. Theo Cục Thống kê Trung ương Syria, Kurin có dân số 5.488 người trong cuộc điều tra dân số năm 2004.